# Rise of Nations
Rise of Nations ist ein Echtzeit-Strategiespiel von Brian Reynolds, dem Chefdesigner von Big Huge Games, und ist im Mai 2003 für Windows erschienen. Das Spiel stellt im engeren Sinne eine Mischung aus mehreren Genres dar, obwohl es ein typischer Vertreter des Echtzeit-Genres ist. So spielt es sich teilweise wie ein Globalstrategiespiel (etwa Risiko) oder Civilization (an dessen 2. Teil Brian Reynolds auch beteiligt war), es kommen aber auch Elemente von Die Siedler vor. Es basiert auf dem Programm-Code von Age of Empires II. Im Mai 2004 wurde eine Erweiterung namens Thrones & Patriots, im Oktober 2004 eine Gold-Edition mit Hauptspiel, Add-on und nun auch für Mac OS X veröffentlicht. 2006 erschien mit Rise of Nations: Rise of Legends ein Ableger auf der gleichen technischen Basis.

## Spielprinzip

### Spielziel
Ziel ist auf der Kampagnenkarte, die gesamte Welt innerhalb einer vorgegebenen Rundenanzahl zu erobern. Es ist aber auch möglich nach Ablauf dieser Rundenanzahl das Spiel fortzusetzen. Auf den Echtzeit-Karten muss in den meisten Fällen die gegnerische Hauptstadt erobert werden, es gibt aber auch andere Varianten in einigen Territorien, beispielsweise seine Hauptstadt gegen Invasoren zu verteidigen, oder ein bestimmtes Gebäude auf der Karte mit einer Armee zu zerstören. Das alles ist stets innerhalb einer vorgegebenen Zeitspanne, meistens aber in 90 Minuten, zu erreichen.

### Spielablauf
In erster Linie ist Rise of Nations ein klassisches Echtzeit-Strategiespiel, und es spielt sich auch dementsprechend. Der Unterschied zu anderen Vertretern dieses Genres besteht aber darin, dass der Spieler mehrere Städte errichten muss, um diese dann auszubauen. Außerdem gibt es Landesgrenzen, die die Nation des Spielers von Anfang an von den anderen Nationen trennen. Es sind 18 Nationen spielbar, darunter die Chinesen, Römer und Azteken. Jede Nation besitzt je nach Epoche mehrere Spezialeinheiten, die jeweils bestimmte Boni haben. In Rise of Nations gibt es keine Storykampagne. Vielmehr startet der Spieler auf einer Weltkarte mit Territorien, die rundenweise angreifbar sind. Jedes dieser Territorien stellt für sich genommen eine Partie dar. Greift man nun auf der risikoähnlichen Kampagnenkarte ein Territorium an, wird das Echtzeit-Spiel geladen, das auf einer Karte ausgetragen wird, die dem realen Vorbild ähnelt. Während des Spiels auf der Kampagnenkarte werden mehrere Epochen der Menschheitsgeschichte durchlaufen, vom Altertum bis zum Informationszeitalter.
Man startet mit einer einzelnen kleinen Stadt und schickt die Bürger zum Ressourcenabbau. Dies sind zunächst Holz und Nahrung (Kornfelder und Fischfang), in späteren Epochen kommen Metall und Öl hinzu. Außerdem gibt es noch die Ressource Wissen, die durch Gelehrte an einer Universität gesammelt und zur Erforschung der Technologien benötigt wird. Ferner gibt es so genannte „seltene“ Ressourcen, wie etwa Kohle, Zucker, Schwefel oder auch Pelz, die von Spezialisten, den Händlern, gewonnen werden müssen. Die Größe von Städten wird durch zusätzliche errichtete Gebäude im Umfeld beeinflusst (z. B. Tempel, Marktplatz, Universität). Ebenso lassen sich die Rohstofferträge durch spezielle Gebäude (z. B. Mühle) und dort mögliche Forschungen erheblich ausweiten.
Im Laufe des Spiels errichtet man nun weitere Städte, zwischen denen man dann mit Hilfe von Karawanen ein Handelsnetz aufbauen sollte. Die Karawanen lassen regelmäßig Geld in die Staatskasse fließen. Städte und alle anderen Gebäude können nur innerhalb der eigenen Staatsgrenzen errichtet werden. Um die Grenzen zu erweitern, kann man beispielsweise ein Fort an der Grenzlinie errichten. Die Grenze dehnt sich dann weiter aus (ähnlich wie bei Die Siedler). Eine weitere Möglichkeit zur Ausdehnung der Grenzen und Erhöhen der möglichen Gesamtbevölkerung sind Forschungsziele, die insbesondere in der Bibliothek betrieben werden. Hat man nun ausreichend Rohstoffe gesammelt, lassen sich genretypisch Soldaten ausbilden, mit denen man sich den Gegnern stellen kann. Die Truppen entwickeln sich weiter, wenn der Spieler eine Epoche aufsteigt (so wird z. B. im Mittelalter aus einem Katapult ein Trebuchet), und es existiert eine große Einheitenvielfalt. Zudem wird der Krieg nicht nur an Land, sondern auch zu Wasser und später in der Luft ausgetragen.

### Technologien
Es gibt vier verschiedene Technologie-Typen: Militärische, Regierungs-, Handels- und Wissenschaftstechnologien, sowie einige Verbesserungen z. B. zur besseren Ressourcenproduktion. Im Informationszeitalter ist es möglich, wenn man alle sieben Technologien der Oberkategorien erforscht hat, vier weitere sogenannte „Zukunftstechnologien“ zu erforschen. Diese sind "Raketenabwehrschild", "Weltregierung", "Weltweiter Wohlstand" und "Künstliche Intelligenz".
- Militärische Technologie: Erhöht die maximale Einheitenzahl, erlaubt die Entwicklung von besseren Einheiten (z. B. Panzer) und senkt die Kosten zum Bau von Einheiten.
- Regierungstechnologie: Erweitert die Landesgrenzen und erlaubt die Erforschung von "kirchlichen Technologien" oder "Tempeltechnologien".
- Handelstechnologie: Erhöht die maximal ansammelbare Ressourcenmenge und erhöht die maximale Karawanenzahl.
- Wissenschaftstechnologie: Erweitert die Sichtweite aller Einheiten und Gebäude, senkt die Kosten für Forschung und ermöglicht die Erforschung ziviler Technologien.

- Raketenabwehrschild: Feindliche Langstreckenraketen und Atomraketen können auf jenem Gebiet mit dieser Technologie nicht mehr verschossen werden und Einheiten können nicht mehr direkt von Raketen angegriffen werden.
- Weltregierung: Feindliche Städte sind nach der Eroberung sofort ins Gebiet eingegliedert, wenn diese Technologie beim Angreifer vorhanden ist.
- Weltweiter Wohlstand: Die Begrenzung zum Ressourcensammeln steigt auf den maximalen Wert im Spiel und erlaubt die Erforschung "Fortschrittlicher Jägern" und des Tarnkappenbombers.
- Künstliche Intelligenz: Jegliche Bauzeit von Einheiten sinkt auf 0,5 Sekunden.

### Nationen
Es gibt in Rise of Nations insgesamt 18 Nationen, von denen jede über bestimmte Vorteile und Spezialeinheiten verfügt:
- Azteken – Die Macht der Azteken liegt im Opferkult
- Bantu – Die Macht der Bantu liegt in der Migration
- Briten – Die Macht der Briten liegt im Empire
- Chinesen – Die Macht der Chinesen liegt in der Kultur
- Ägypter – Die Macht der Ägypter liegt im Nil
- Franzosen – Die Macht der Franzosen liegt in der Führung
- Deutsche – Die Macht der Deutschen liegt in der Industrie
- Griechen – Die Macht der Griechen liegt in der Philosophie
- Inka – Die Macht der Inka liegt im Gold
- Japaner – Die Macht der Japaner liegt in der Ehre
- Koreaner – Die Macht der Koreaner liegt in der Tradition
- Maya – Die Macht der Maya liegt in der Architektur
- Mongolen – Die Macht der Mongolen liegt in der Horde
- Nubier – Die Macht der Nubier liegt im Handel
- Römer – Die Macht der Römer liegt in den Caesaren
- Russen – Die Macht der Russen liegt im Vaterland
- Spanier – Die Macht der Spanier liegt im Entdeckerdrang
- Türken – Die Macht der Türken liegt in der Belagerung

### Zeitalter
- I Altertum
- II Klassik
- III Mittelalter
- IV Schießpulverzeitalter
- V Aufklärung
- VI Industriezeitalter
- VII Moderne
- VIII Informationszeitalter

### Weltwunder
Insgesamt gibt es bei Rise of Nations 14 Weltwunder (im Add-on Thrones and Patriots sind 3 zusätzliche Weltwunder enthalten, siehe: Rise of Nations: Thrones and Patriots). Die Weltwunder bieten spezielle Vorteile in den Bereichen Militär, Wirtschaft, Entwicklung und Bevölkerung. So verhindert z. B. das Weltraumprogramm, dass man nach Abschuss einer Atomrakete ein Handelsembargo von 5–20 Minuten erhält, welches den Kauf und Verkauf von Rohstoffen auf dem Weltmarkt verhindert. Weltwunder können von jeder Nation gebaut werden, diese benötigen dafür jedoch ein bestimmtes Zeitalter und eine bestimmte Menge an Rohstoffen. Darüber hinaus sind Weltwunder stadtgebunden, müssen also in einem Stadtradius errichtet werden. Sollte eine Stadt mit einem Weltwunder durch eine feindliche Nation besetzt und eingegliedert werden, so gehen die Vorteile des Weltwunders auf die feindliche Nation über. Jeweils gilt, dass ein Weltwunder nur einmal errichtet werden kann. Sobald ein Weltwunder von einer Nation errichtet wurde, verschwindet es aus dem Baumenü und kann auch im weiteren Spielverlauf nicht mehr gebaut werden. Bei anderen Nationen wird dasselbe, noch unfertige Weltwunder automatisch abgerissen.
- Pyramiden – II Klassik
- Koloss – II Klassik
- Terrakotta-Armee – III Mittelalter
- Kolosseum – III Mittelalter
- Tempel von Tikal – IV Schießpulver-ZA
- Porzellanturm – IV Schießpulver-ZA
- Angkor Wat – V Aufklärung
- Versailles – V Aufklärung
- Freiheitsstatue – VI Industrie-ZA
- Taj Mahal – VI Industrie-ZA
- Kreml – VII Moderne
- Eiffelturm – VII Moderne
- Super Collider – VIII Informations-ZA
- Weltraumprogramm – VIII Informations-ZA

## Rezeption
Das Spiel und das Add-on Thrones and Patriots wurden zusammen rund eine Million Mal verkauft. 2006 folgte dann die Veröffentlichung des Steampunk-Ablegers Rise of Nations: Rise of Legends, für den sowohl das Entwicklungsbudget als auch die Teamstärke erhöht wurde. Doch der Titel erwies sich als nicht annähernd so erfolgreich, die Verkaufszahlen lagen bei rund einem Drittel dessen, was von Rise of Nations abgesetzt werden konnte. Microsoft kündigte daraufhin den Vertrag über die Entwicklung von Rise of Nations 2.

## Rise of Nations: Thrones and Patriots
Thrones and Patriots ist ein Add-on für Rise of Nations und ist im April 2004 erschienen. Es erweitert das Hauptprogramm um sechs neue Nationen sowie 20 neue Einheiten. In Thrones and Patriots kann der Spieler zwischen vier neuen Einzelspieler-Kampagnen wählen, die den Welteroberungsmodus ablösen (Alexander der Große, die Neue Welt, Napoleon und der Kalte Krieg). Ein weiteres ergänzendes Feature stellen verschiedene Regierungsformen dar (Monarchie, Despotismus, Republik, Demokratie, Kapitalismus und Sozialismus) welche jeweils mit speziellen Patrioten-Einheiten aufwarten. Diese beeinflussen den Spielverlauf durch ihre spezifischen Kampfeigenschaften. Mit dem Add-on wurden drei neue Weltwunder hinzugefügt, welche die Gesamtzahl damit auf 17 erhöhen. Die Weltwunder "Verbotene Stadt" und "Red Fort" weisen eine Besonderheit auf, da diese Weltwunder nicht stadtgebunden sind. Eine Nation behält also die Vorteile dieser Weltwunder, bis diese zerstört (Red Fort) oder erobert (Verbotene Stadt) wurden.
Nationen des Add-ons
- Amerikaner – Die Macht der Innovation
- Niederländer – Die Macht des Handels
- Inder – Die Macht der Erhabenheit
- Irokesen – Die Macht der Nation
- Lakota – Die Macht der Prärie
- Perser – Die Macht der Zeremonie

Weltwunder des Add-ons
- Hängende Gärten – II Klassik
- Verbotene Stadt – III Mittelalter
- Rotes Fort – IV Schießpulver-ZA

## Rise of Nations: Rise of Legends
Rise of Nations: Rise of Legends ist der Nachfolger von Rise of Nations und ist im Mai 2006 erschienen. Im Gegensatz zum Vorgänger spielt Rise of Legends nicht vor einem historischen, sondern vor einem fiktiven Fantasy-Hintergrund. Zudem gibt es Neuerungen wie z. B. baubare Stadtteile, Heldeneinheiten, Dominanz, ein vereinfachtes Ressourcenmanagement (lediglich zwei Ressourcentypen pro spielbarer Rasse) und neutrale, zu erobernde Stämme, Gebäude und Einheiten. Gegenüber Rise of Nations gibt es nur drei spielbare Völker. Zu diesen gehören die Vinci, die ihre Stärke aus der Technik und Wissenschaft schöpfen, die magiebegabten Alin, Herrscher über die Elemente Sand, Feuer und Glas, und die Cuotl, das Dschungelvolk, die am ehesten an eine Mischung aus Azteken und dem Film Stargate erinnern.

## Markenrechte
Im Mai 2012 wurde Entwickler Big Huge Games wegen der Insolvenz der Firmenmutter 38 Studios geschlossen. Am 11. Dezember 2013 wurden die Marken und Technologien des Unternehmens versteigert, darunter auch die Rechte am Namen und den Spielen von Big Huge Games. Die Rechte an Rise of Nations/Rise of Legends – darunter auch ein fertig entwickeltes, aber bis dato unveröffentlichtes iOS-Spiel mit dem Namen Rise of Nations: Tactics – sowie die Namensrechte an Big Huge Games fanden für 320.000 US-Dollar einen unbekannten Käufer. Im Mai 2014 bestätigte Microsoft, dass es den Zuschlag erhalten habe und kündigte gleichzeitig eine Extended Edition von Rise of Nations an, ergänzt um das Add-on Thrones and Patriots, verbesserte Grafiken und Unterstützung für die sozialen Funktionen der Onlineplattform Steam.